# Грицьків Галина Дем'янівна
Гали́на Дем'я́нівна Грицьків (нар. 14 березня 1937, c. Ванівка, Підкарпатське воєводство — пом. 17 листопада 2016, м. Чортків, Тернопільська область) — українська громадсько-культурна діячка, поетеса, публіцистка, писанкарка. Почесний громадянин міста Чорткова (2015).

## Життєпис
Галина Грицьків народилася 14 березня 1937 року в селі Ванівці, нині Коросненського повіту, Підкарпатського воєводства Польщі.
У 1945 році депортована з Лемківщини в Ягільницю Чортківського району.
Навчалася в Ягільницькій середній школі (1954). Закінчила історико-філологічний факультет Станиславівського педагогічного інституту (1959). Працювала викладачем соціально-економічних дисциплін Чортківського медичного училища (1959—2011).
Померла 17 листопада 2016 року.

### Громадська діяльність
У Чорткові була активною членкинею громадської політичної організації «Народний рух України», заступником голови товариств «Просвіта» і «Лемківщина».
Брала активну участь у відродженні суспільного життя міста і УГКЦ у період утвердження незалежності України. Дописувала до районної газети «Голос народу», як позаштатний кореспондент.
Депутат Чортківської міської ради; голова соціально-культурної комісії.

## Творчість
Писала вірші, які друкувалися в районних та обласних газетах.
Виготовлені нею писанки експонувалися на виставках у Чорткові, Бучачі, Тернополі та Львові (від 1992). Проводила авторські майстер-класи з писанкарства.

## Нагороди та відзнаки
- ювілейна медаль «25 років незалежності України» (19 серпня 2016) — за значні особисті заслуги у становленні незалежної України, утвердженні її суверенітету та зміцненні міжнародного авторитету, вагомий внесок у державне будівництво, соціально-економічний, культурно-освітній розвиток, активну громадсько-політичну діяльність, сумлінне та бездоганне служіння Українському народу[3];
- Відмінник освіти України (2015);
- Почесний громадянин міста Чорткова (2015)[4]
- лауреат конкурсу «Людина року» в галузі культури та мистецтва (2013, м. Чортків);
- грамоти від обласного відділу охорони здоров'я, МОЗ товариства «Просвіта» і «Лемківщина», районної та обласних рад і адміністрацій.

## Вшанування пам'яті
20 листопада 2017 року в Чорткові відкрито пам'ятну дошку Галині Грицьків. Таблицю встановили на фасаді будинку на вул. Тараса Шевченка, 84, де вона проживала.
У 2019 році її іменем названо чортківський дитячий конкурс писанкарів.